# Himerometra persica
Himerometra persica is een haarster uit de familie Himerometridae.
De wetenschappelijke naam van de soort werd in 1907 gepubliceerd door Austin Hobart Clark.